# Карлайл-Рокледж (Алабама)
Карлайл-Рокледж (англ. Carlisle-Rockledge) — переписна місцевість (CDP) в США, в окрузі Етова штату Алабама. Населення — 2167 осіб (2020).

## Географія
Карлайл-Рокледж розташований за координатами 34°6′52″ пн. ш. 86°7′27″ зх. д. / 34.11444° пн. ш. 86.12417° зх. д. (34.114451, -86.124073).  За даними Бюро перепису населення США в 2010 році переписна місцевість мала площу 41,94 км², з яких 41,93 км² — суходіл та 0,01 км² — водойми.

## Демографія
Згідно з переписом 2010 року, у переписній місцевості мешкало 2137 осіб у 829 домогосподарствах у складі 605 родин. Густота населення становила 51 особа/км².  Було 937 помешкань (22/км²).
Расовий склад населення:
| - 95,0 % — білих - 0,9 % — корінних американців - 0,9 % — чорних або афроамериканців - 0,1 % — азіатів - 1,4 % — осіб інших рас |

До двох чи більше рас належало 1,6 %. Частка іспаномовних становила 3,1 % від усіх жителів.
За віковим діапазоном населення розподілялося таким чином: 23,9 % — особи молодші 18 років, 62,5 % — особи у віці 18—64 років, 13,6 % — особи у віці 65 років та старші. Медіана віку мешканця становила 40,3 року. На 100 осіб жіночої статі у переписній місцевості припадало 103,1 чоловіків;  на 100 жінок у віці від 18 років та старших — 98,5 чоловіків також старших 18 років.
Середній дохід на одне домашнє господарство  становив 44 604 долари США (медіана — 35 938), а середній дохід на одну сім'ю — 48 109 доларів (медіана — 38 816). За межею бідності перебувало 17,2 % осіб, у тому числі 28,0 % дітей у віці до 18 років та 7,3 % осіб у віці 65 років та старших.
Цивільне працевлаштоване населення становило 1126 осіб. Основні галузі зайнятості: виробництво — 25,2 %, роздрібна торгівля — 18,0 %, транспорт — 11,1 %, освіта, охорона здоров'я та соціальна допомога — 10,6 %.